# Candace Bailey
Candace Kaye Bailey (Birmingham, 20 maggio 1982) è un'attrice televisiva statunitense.

## Filmografia parziale

### Televisione
- I Soprano (The Sopranos) (1999)
- U-Pick Live (2002-2005)
- Jericho (2006-2008)
- Robot Chicken (2006-2008) - voce
- Ghost Whisperer - Presenze (Ghost Whisperer) (2010)
- Attack of the Show! (2010-2013)
- The Line (2014)

### Videoclip
- Goodnight Goodnight - Maroon 5 (2008)